# 12706 Tanezaki
12706 Tanezaki eller 1990 TE1 är en asteroid i huvudbältet som upptäcktes den 30 oktober 1990 av den japanska astronomen Tsutomu Seki vid Geisei-observatoriet. Den är uppkallad efter den japanska stranden Tanezaki.
Den tillhör asteroidgruppen Nele.